# Матрица Ансоффа
Матрица Ансоффа (матрица товар—рынок) — аналитический инструмент стратегического менеджмента, разработанный основоположником этой науки, американцем русского происхождения Игорем Ансоффом, и предназначенный для определения стратегии позиционирования товара на рынке.

## Структура матрицы Ансоффа
Матрица Ансоффа представляет собой поле, образованное двумя осями — горизонтальной осью «товары компании» (подразделяются на существующие и новые) и вертикальной осью «рынки компании», которые также подразделяются на существующие и новые.
На пересечении этих двух осей образуются четыре квадранта:
|                    | Существующий товар     | Новый товар     |
| Существующий рынок | Проникновение на рынок | Развитие товара |
| Новый рынок        | Развитие рынка         | Диверсификация  |

## Стратегии по матрице Ансоффа
- Стратегия проникновения на рынок (существующий товар — существующий рынок)

Естественная стратегия для большинства компаний, стремящихся увеличить долю существующих товаров на соответствующем рынке. Расширение проникновения на рынок — это наиболее очевидная стратегия, её обычное практическое выражение — стремление увеличить продажи. Основными инструментами могут быть: повышение качества товаров, повышение эффективности бизнес-процессов, привлечение новых клиентов за счёт рекламы. Источниками роста продаж также могут быть: увеличение частоты использования товара (например, за счёт программ лояльности), увеличение количества использования товара.
- Стратегия развития рынка (существующий товар — новый рынок)

Данная стратегия означает адаптацию и выведение существующих товаров на новые рынки. Для успешного осуществления стратегии необходимо подтвердить наличие на новом рынке потенциальных потребителей существующих продуктов. Варианты включают географическую экспансию, использование новых каналов дистрибуции, поиска новых групп потребителей, которые пока не являются покупателями товара.
- Стратегия развития товара (новый товар — существующий рынок)

Предложение на существующем рынке новых товаров — стратегия развития товара. В рамках этой стратегии возможно выведение на рынок принципиально новых продуктов, усовершенствование старых, расширение линейки товаров (разнообразие). Такая стратегия типична для высокотехнологичных компаний (электроника, автомобилестроение).
- Стратегия диверсификации (новый продукт — новый рынок)

Вывод товара принципиально нового типа на новый для компании рынок. Самая затратная и рискованная стратегия. Используется при исчерпании возможностей роста на существующих рынках, изменении конъюнктуры рынка, при уходе компании с существующего рынка, выгодных возможностях и высокой потенциальной выгоде захвата нового рынка.